# Studioul Sverdlovsk

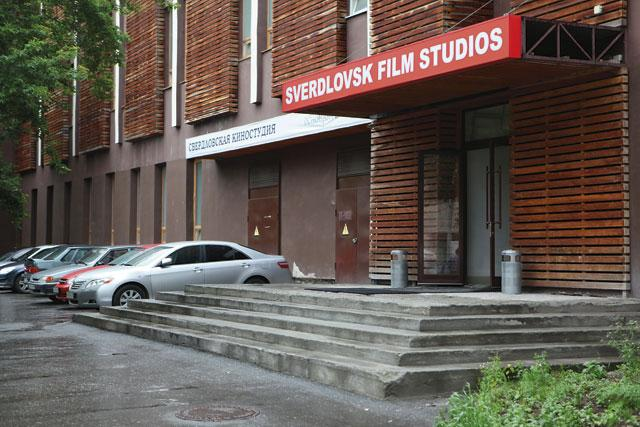
Una din intrările la studiou

Studioul de film Sverdlovsk - sovietic, și mai târziu studioul rus de film din Ekaterinburg, (între anii 1924-1991 orașul s-a numit Sverdlovsk), a fost creat la data de 9 februarie 1943. În total, peste 200 de lungmetraje și 500 de documentare, sute de filme științifice populare și aproximativ 100 de filme de animație au fost realizate la acest studiou de filme. Multe dintre ele au fost incluse în fondul de aur al cinematografiei sovietio-ruse.

## Filmografie selectivă
- 1963 Kogda kazaki placiut (Когда казаки плачут), regia Evgheni Morgunov
- 1964 Urme în ocean (След в океане / Sled v okeane), regia Oleg Nikolaevski
- 1965 Igra bez pravil (Игра без правил), regia Iaropolk Lapșin
- 1972 Privalovskie millionî (Приваловские миллионы)
- 1985 Taina muntelui de aur (Тайна золотой горы / Taina zolotoi gorî), regia Nikolai Gusarov
- 1986 Jeleznoe pole (Железное поле), regia Iaropolk Lapșin
- 1989 Ohota na edinoroga (Охота на единорога)